# Alina Mailbeck
Alina Mailbeck (* 12. Juni 1997 in Schwandorf) ist eine deutsche Fußballspielerin. 

## Karriere
Mailbeck begann im Alter von sechs Jahren in ihrem Geburtsort im Ortsteil Ettmannsdorf beim dort ansässigen SC Ettmannsdorf mit dem Fußballspielen. Im Alter von 15 Jahren wechselte sie in die B-Jugendmannschaft des FC Bayern München, der sie bis ins Jahr 2014 angehörte.
Zur Saison 2014/15 wurde sie vom FC Ingolstadt 04 verpflichtet. Für den Liganeuling kam sie in der drittklassigen Regionalliga Süd in 14 Punktspielen zum Einsatz. Ihr Debüt im Seniorinnenbereich gab sie am 12. Oktober 2014 (5. Spieltag) bei der 0:2-Niederlage im Heimspiel gegen den TV Derendingen mit Einwechslung für Ramona Maier in der 81. Minute. Bis zum Saisonende 2018/19 bestritt sie 92 weitere Punktspiele, in denen sie 24 Tore erzielte; ihre ersten beiden gelangen ihr am 22. November 2015 (11. Spieltag) beim 4:0-Sieg im Auswärtsspiel gegen den TV Derendingen mit den Treffern zum 2:0 und 3:0 in der 59. und 63. Minute. Als Meister der Spielklasse hervorgegangen, folgten bis Saisonende 2022/23 vier Saisons in der 2. Bundesliga. In dieser Spielklasse wurde sie 78 Mal eingesetzt und erzielte zehn Tore. Im DFB-Pokalwettbewerb erzielte sie bei vier Teilnahmen ein Tor in sieben Spielen.
Zur Saison 2023/24 wurde sie vom Bundesligaaufsteiger 1. FC Nürnberg verpflichtet. Ihr Pflichtspiel für den „Club“ gab sie am 9. September 2023 bei der 0:1-Zweitrunden-Pokalniederlage gegen den FC Carl Zeiss Jena. Ihr Bundesligadebüt gab sie am 6. Oktober 2023 (3. Spieltag) bei der 0:1-Niederlage im Auswärtsspiel gegen den VfL Wolfsburg mit Einwechslung für Luisa Guttenberger in der 79. Minute.

## Erfolge
- Aufstieg in die Bundesliga 2025
- Meister Regionalliga Süd 2019 und Aufstieg in die 2. Bundesliga